# Timo Kotipelto
Timo Kotipelto (Lappajärvi, 15 marzo 1969) è un cantante finlandese, frontman della band power metal Stratovarius.

## Biografia
Timo Kotipelto si avvicina alla musica nel 1982, quando i suoi genitori gli regalarono una batteria. I suoi gruppi preferiti erano Iron Maiden,  Whitesnake,  Rainbow e Black Sabbath.
A 16 anni, grazie al gruppo dove militava, si scopre dotato nel canto e abbandona la batteria per dedicarsi esclusivamente all'attività di cantante.
Studia presso un conservatorio pop/jazz a Helsinki fino all'autunno del 1992, nel frattempo suona insieme ai Filthy Asses,  una band locale con cui inciderà nel 1991 Have no fear, un EP contenente tre canzoni.
Nel 1994, dopo un'audizione, entra negli Stratovarius già in studio per registrare il quarto album Fourth Dimension.
Oltre agli Stratovarius ha pubblicato tre album solista:Waiting for the Dawn (2002), Coldness (2004), Serenity (2007).
Nel 2009 entra a far parte dei Cain's Offering di Jani Liimatainen (ex chitarrista dei Sonata Arctica), con cui inciderà gli album Gather the Faithful (2009),  Blackoustic (2012), Stormcrow (2015).Ha inoltre collaborato con diverse metal band quali Amberian Dawn,  Ayreon,  Hevisaurus,  Sonata Arctica,  Tarja Turunen,  Tarot,  Gamma Ray,  Warmen, Soulspell, Tuska20.

## Discografia

### Filthy Asses
- 1991 - Have no Fear (EP)

### Stratovarius

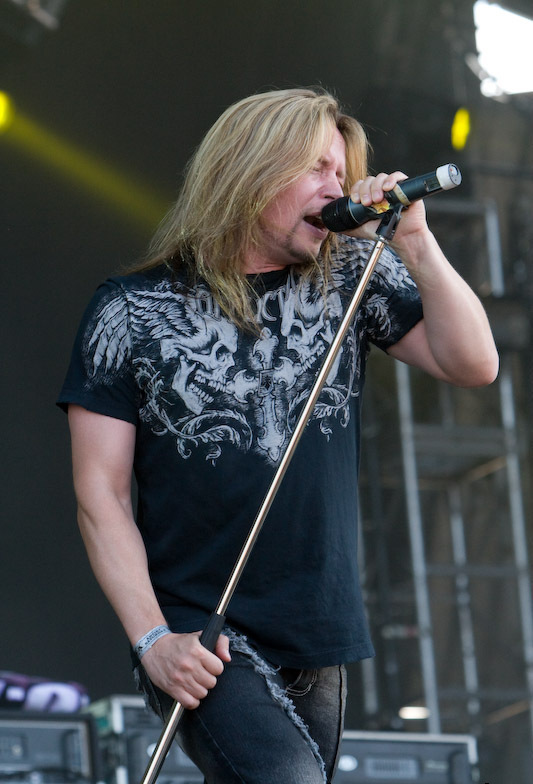
Kotipelto al Wacken Open Air 2007

- 1995 - Fourth Dimension
- 1996 - Episode
- 1997 - Visions
- 1998 - Destiny
- 2000 - Infinite
- 2003 - Elements Part IKotipelto al Wacken Open Air 2007
- 2003 - Elements Part II
- 2005 - Stratovarius
- 2009 - Polaris
- 2011 - Elysium
- 2013 - Nemesis
- 2015 - Eternal
- 2022 - Survive

### Kotipelto
- 2002 - Waiting for the Dawn
- 2004 - Coldness
- 2007 - Serenity

### Cain's Offering
- 2009 - Gather the Faithful
- 2015 - Stormcrow

### Kotipelto & Liimatainen
- 2012 - Blackoustic